# رودبار (بستک)
رودبار (گوده) یکی از آبادی‌های زیر پوشش دهستان ده تل از توابع بخش مرکزی شهرستان بستک در غرب استان هرمزگان در جنوب ایران واقع شده‌است.
این روستا در ۳۰ کیلومتری شرق روستای کنچی واقع شده‌است.
این روستا در ۴۲ کیلومتری شرق روستای تدرویه واقع است.

## محدودهٔ رودبار
از شمال کوه کوار و رودخانه، از جنوب کوه ببیان، از مغرب روستای کوچک کنچی، و از سمت مشرق به روستای انجیردان محدود می‌گردد.

## جمعیت
جمعیت آن ۱۴۰۰نفر(۲۷۰خانوار) می‌باشد، که از اهل سنت و از شاخه شافعی هستند یعنی از پیروان امام محمد ادریس شافعی می‌باشند و به زبان فارسی و به زبان اچمی با لهجه رودباری بستکی تکلم می‌کنند.
دارای دبستان، راهنمایی دخترانه و پسرانه که مدرسه دبستان منصوری رودبار از قدیمی‌ترین مدارس شهرستان می‌باشد. دارای ۶ مسجدمی‌باشد که مسجد جامع آن در مرکز روستا و در کنار تپهٔ مرکز روستا واقع است، خانه بهداشت و درمانگاه چند تخت خوابی دارد، آب انبارهای متعدد (برکه). چشمه آبی دارد که در تمام طول سال حجم زیادی آب دارد و سر چشمهٔ آن از کوه ببیان است. این چشمه در منطقه گوده به پرآبی شهرت دارد. در نخلستان رودبار بیش از ۱۰۰۰ اصله درخت کاشته شده‌است.

## محصولات
صیفی کاری، تنباکو، خرما، شتوی کاری، در حدود ۱۰۰۰ اصله نخل دیم و زمین زیر کشت جو و گندم دارد. کنار بمبیی هم از محصولاتیست که از طریق کشورهای عربی هم جوار وارد این روستا شده و در سالهای اخیر رونق زیادی یافته‌است.

## فهرست منابع و مآخذ
- محمدیان، کوخردی، محمد.  «شهرستان بستک و بخش کوخرد»  ج۱. چاپ اول، دبی: سال انتشار ۲۰۰۵ میلادی.
- عباسی، قلی، مصطفی،  «بستک وجهانگیریه» ، چاپ اول، تهران: ناشر: شرکت انتشارات جهان معاصر، سال ۱۳۷۲ خورشیدی.
- سلامی، بستکی، احمد.  (بستک در گذرگاه تاریخ)  ج۲ چاپ اول، ۱۳۷۲ خورشیدی.
- بالود، محمد.  (فرهنگ عامه در منطقه بستک)  ناشر همسایه، چاپ زیتون، انتشار سال ۱۳۸۴ خورشیدی.
- بنی عباسیان، بستکی، محمد اعظم،  «تاریخ جهانگیریه»  چاپ تهران، سال ۱۳۳۹ خورشیدی.
- الکوخردی، محمد، بن یوسف، (کُوخِرد حَاضِرَة اِسلامِیةَ عَلی ضِفافِ نَهر مِهران Kookherd, an Islamic District on the bank of Mehran River) الطبعة الثالثة، دبی: سنة ۱۹۹۷ للمیلاد.
- بختیاری، سعید،  «اتواطلس ایران» ، “ مؤسسه جغرافیایی وکارتگرافی گیتاشناسی، بهار ۱۳۸۴ خورشیدی.
- نگاره‌ها از: محمد محمدیان.
- محمد، صدیق «تارخ فارس» صفحه‌های (۵۰ ـ ۵۱ ـ ۵۲ ـ ۵۳)، چاپ سال ۱۹۹۳ میلادی.
- محمدیان، کوخری، محمد، “ (به یاد کوخرد) “، ج۱. ج۲. چاپ اول، دبی: سال انتشار ۲۰۰۳ میلادی.
- اطلس گیتاشناسی استان‌های ایران [Atlas Gitashenasi Ostanhai Iran] (Gitashenasi Province Atlas of Iran)